# Kawasaki Z 900
La Kawasaki Z 900 è una motocicletta prodotta dalla casa motociclistica giapponese Kawasaki dal 2016.

## Profilo e contesto

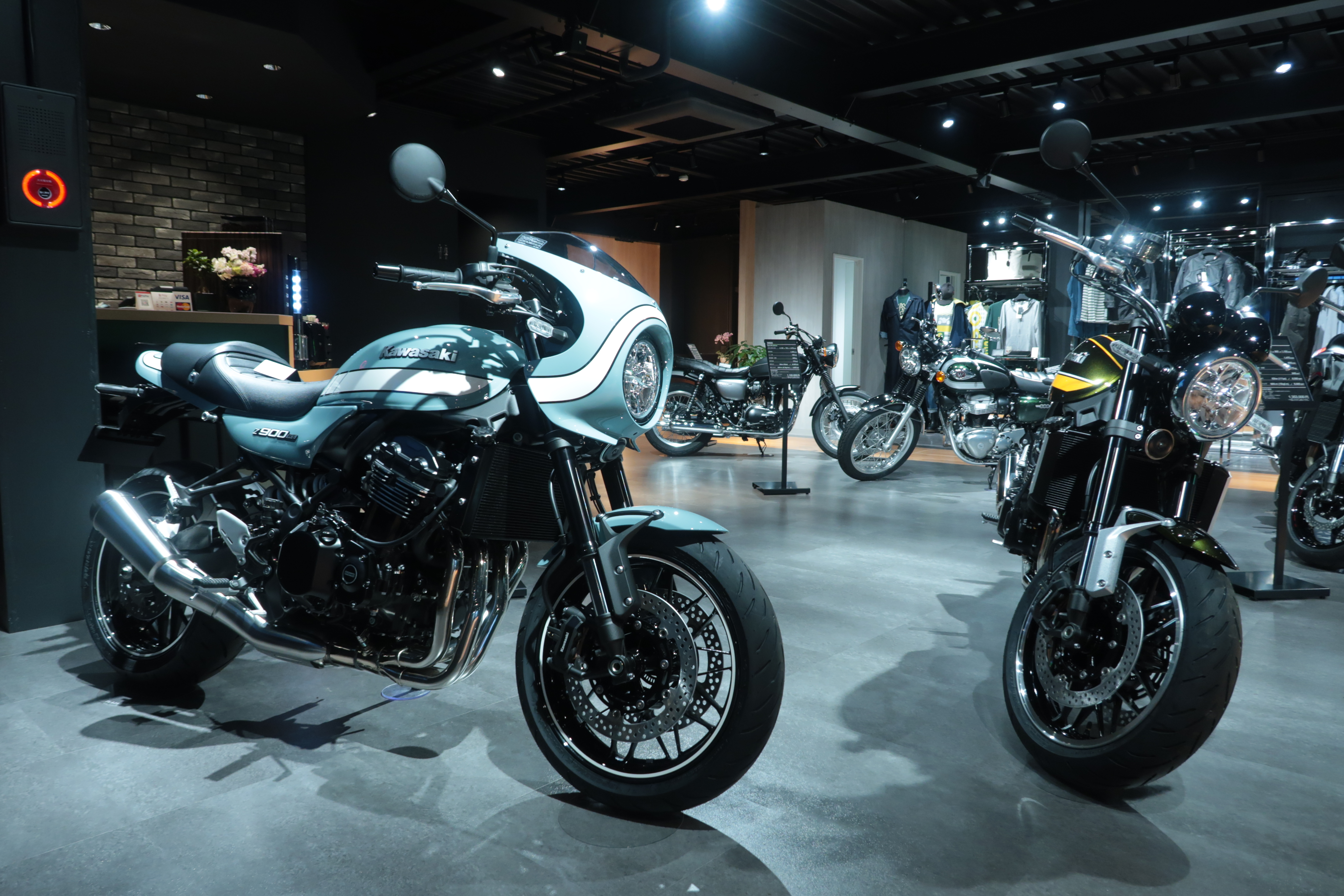
A destra la Z 900 RS e a sinistra la versione cafe racer

Presentata in anteprima nel novembre 2016 ad EICMA, la Z 900 va a sostituire la Z800, riprendendo la denominazione che la casa nipponica aveva in precedenza già utilizzato sulle moto della serie Z degli anni '70. 
A spingere la moto c'è un motore a quattro cilindri in linea frontemarcia dalla cilindrata totale di 948 cm³ (con l'alesaggio da 73,4 mm e la corsa da 56,0 mm), con distribuzione bialbero a 16 valvole raffreddato a liquido e con iniezione elettronica multipoint indiretta di carburante, derivato dalla coeva Z 1000. 
Il propulsore non è basato su quello della precedente Z800, ma bensì proviene dalla Z 1000 seppur pesantemente modificato, riducendo l'alesaggio del cilindro e utilizzando un albero motore diverso. Il telaio è stato completamente ridisegnato, integrando una struttura a tubi reticolare. Altri accorgimenti, come l'impianto di scarico modificato e il passaruota posteriore in alluminio, riducono il peso di 21 chilogrammi rispetto alla precedente Z 800.
Nel dicembre 2016 la Z 900 è disponibile anche in versione "Performance" dotata di scarico sportivo Akrapovič, coprisella e un piccolo cupolino. È disponibile anche in versione "A2" con potenza ridotta, in maniera tale che possa essere guidata anche dai neopatentati. Inoltre, sulla stessa base della versione depotenziata, la Kawasaki ha realizzato una serie speciale denominata Z 900 RS, presentata al Salone di Tokyo 2017 e caratterizzata da un design retrò che riprende lo stile delle moto anni '70, come per esempio il faro anteriore circolare. Nello stesso anno ad EICMA viene presentata la Z 900RS Cafè, ulteriore versione in stile café racer.
Nel 2020 la Kawasaki Z 900 ha subìto un restyling, con svariati aggiornamenti sia di meccanica che di estetica.